# 馬夫科維奇
49°44′50″N 23°41′51″E / 49.74722°N 23.69750°E
馬夫科維奇（烏克蘭語：Мавковичі），是烏克蘭的村落，隸屬利沃夫州利維夫區，始建於1490年，面積1.19平方公里，海拔高度267米，2001年人口1,189，人口密度每平方公里999.16人。